# 鏡の前の裸の若い女性

ティツィアーノ『鏡の前の女』(1512-1515年ごろ)、ルーヴル美術館 (パリ)

『鏡の前の裸の若い女性』（かがみのまえのはだかのわかいじょせい、伊: Giovane donna nuda allo specchio）は、ジョヴァンニ・ベッリーニによるポプラ板上の油彩画である 。1515年に制作された、画家の最後の作品のうちの一点である。ジョルジョーネによって導入されたトーナリズム（色調主義）に画家が反応していることを示している。 1638年にハミルトンの初代公爵であるジェームズ・ハミルトンに売却され、その家族に所有されていたが、1659年にオーストリアのレオポルト・ヴィルヘルムによってブリュッセルで購入された。現在は、ウィーンの美術史美術館に収蔵されている。
作品中の窓のモチーフ、透明なガラス瓶、そして椅子の上の布地などはフランドル絵画からの借用である。宗教的主題の作品を主に手掛けたジョヴァンニ・ベッリーニにとって、裸体の女性という主題は異例のものであった。それでも本作の女性像は、ティツィアーノの同時代の作品に見られる官能性が欠如している。
本作には女性が手にしている鏡だけでなく、背後にも鏡があり、複数の視点を表現している。これは絵画と彫刻のどちらが優位性を持つかというルネサンス時代の議論に関わるものであり、絵画は彫刻を凌ぐことなないとしても同等の視覚的豊かさを持っているという主張である。